# PLAGL2
PLAGL2‏ (PLAG1 like zinc finger 2) هوَ بروتين يُشَفر بواسطة جين PLAGL2 في الإنسان.